# Saint-Pierre-sur-Doux

Saint-Pierre-sur-Doux este o comună în departamentul Ardèche din sud-estul Franței. În 1 ianuarie 2022 avea o populație de 110 de locuitori.